# Hybomitra solstitialis
Hybomitra solstitialis är en tvåvingeart som först beskrevs av Johann Wilhelm Meigen 1820.  Hybomitra solstitialis ingår i släktet Hybomitra och familjen bromsar. Inga underarter finns listade i Catalogue of Life.